# Jason Muller

Jason Muller est une série française de bande dessinée. Écrite par Jean Giraud (puis Linus) et dessinée par Claude Auclair, elle a été publiée de 1970 à 1972 dans l'hebdomadaire Pilote.
Interrompue par le rédacteur en chef de Pilote après quatre épisodes à cause de son ton trop pessimiste, cette bande dessinée post-apocalyptique est l'une des premières du genre dans le monde franco-belge. Auclair a ensuite créé une nouvelle série post-apocalyptique, Simon du fleuve.

## Album
Jason Muller (Récits des temps Post-atomiques, Les Humanoïdes Associés (1975) Dépôt légal 4e trimestre 1975
(ISBN absent sur le livre)
L'album contient : (en Noir/Blanc)
- les 4 chapitres de la série Jason Muller. Dessins : Auclair. Scénarios : Gir (ch I) Linus (ch II) Auclair (ch III et IV). (34 pages)
- une postface de Claude Auclair
- une histoire courte : "Après". Dessins :Auclair. Scénario : Gir. (4 pages)